# Ansan (Perzsia)

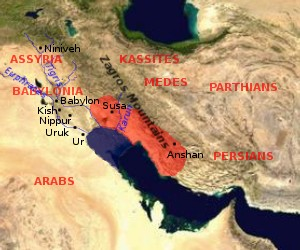
Elám területe Szúszával és Ansannal. A Perzsa-öböl a feltételezett bronzkori méreteivel van feltüntetve

Ansan (perzsa: انشان Anšān) ókori város volt a mai Irán területén, Siráztól 36 km-re északnyugatra. Romjait a mai Tell-e Máliján rejti. Az ókori Elám egyik legjelentősebb városa volt Szúsza mellett. Később a betelepülő perzsák egyik fővárosa lett, pl. az Óperzsa Birodalom alapítója, Nagy Kürosz eredetileg Ansan királya volt.

## Története
Az Uruk-korban már lakott volt, igazi fejlődésnek azonban a Dzsemdet Naszr-korban, az i. e. 4. évezred végétől indult, amikor területe 45 hektárt ért el. A távolsági kereskedelemben való részvételére az itt talált, a Perzsa-öbölből származó gyöngyház- és kagylóhéjleletek, valamint az észak-afganisztáni Badaksánból származó karneol és lazúrkő tanúskodik. Ansan egyik legkorábbi említése az Enmerkar és Aratta ura című eposzban olvasható, ahol az Arattába vezető út egyik állomása.
Az i. e. 3. évezredben területe tovább növekedett és elérte a 200 hektárt.